# Garcia Ramires de Pamplona
Garcia Ramires de Pamplona (Garcia IV) “o Restaurador” (1110 — Lorca, 21 de novembro de 1150) foi rei de Pamplona de 1134 até 1150.

## Biografia
Garcia era filho de Ramiro Sanches de Pamplona, senhor de Monzón, e de Cristina Rodrigues, filha de Rodrigo Díaz, “El Cid”. Seu pai era filho de Sancho Garcês, senhor de Uncastillo e Sangüesa, filho ilegítimo do rei Garcia Sanches III e meio-irmão de Sancho Garcês IV.
Quando Aragão, que era unido a Navarra, perdeu seu rei guerreiro, Afonso I o Batalhador, e caiu numa crise sucessória, em 1134, Garcia conseguiu arrancar Navarra de seus primos aragoneses. Ele foi eleito em Pamplona pelos bispos e nobres do reino contra os termos do testamento de Afonso. Não é de surpreender que Afonso, ao fazer seu testamento, tenha ignorado seu parente distante (de linhagem ilegítima) dadas as circunstâncias. Afonso tinha um parente masculino mais próximo na forma de seu irmão Ramiro. Além disso, uma vez que Afonso tinha ignorado Ramiro igualmente, a escolha de um descendente ilegítimo de Sancho, o Grande, teria indubitavelmente suscitado a oposição do papado à sucessão.
Ramiro sucedeu Afonso em Aragão, pois os nobres se recusaram a oficializar o testamento incomum. Durante o cerco de Baiona, em outubro de 1131, três anos antes de sua morte, Afonso publicou um testamento deixando seu reino para três ordens religiosas autônomas da Palestina e amplamente independentes do Papa: os Cavaleiros Templários, os Hospitalários, e ao Cavaleiros do Santo Sepulcro, cujas influências esperava-se que se anulassem. O testamento tem confundido bastante os historiadores, os quais o vêem como um gesto bizarro de extrema piedade incomum do caráter de Afonso, que praticamente desfazia todo o trabalho de sua vida.
A ascensão de Ramiro suscitou protestos de Roma e não foi contestada em Aragão, muito menos em Navarra, onde Garcia era o candidato escolhido uma vez que o testamento de Afonso foi posto de lado. Roma não parece ter se oposto a ele, porém, nem parece ter tido muito apoio em Aragão, enquanto que Ramiro objetou intensamente sua eleição em Navarra. À luz desses acontecimentos, o bispo de Pamplona deu a Garcia o tesouro de sua igreja para financiar seu governo contra as pretensões de Ramiro. Entre os primeiros aliados de Garcia estavam Lop Ennechones, Martim de Leit e o conde Latro, que se encarregaram das negociações em seu interesse com Ramiro. No fim, contudo, os dois monarcas atingiram um acordo mútuo – o Pacto de Vadoluongo – de “adoção”, em janeiro de 1135; Garcia era considerado o “filho” e Ramiro, “o pai”, numa tentativa de ambos manterem sua independência e a supremacia factual de Aragão.
Em maio de 1135, Garcia se declarou vassalo do rei Afonso VII de Castela e Leão. Isto o colocou sob a proteção e a senhoria de Castela e lhe trouxe o reconhecimento como rei de Afonso, que reivindicava a sucessão de Afonso I de Aragão. A submissão de Garcia a Castela tem sido vista como um ato de proteção que lhe colocou numa aliança ofensiva contra Aragão, o que assim forçou Ramiro a casar, para forjar uma aliança com Raimundo Berengário IV, conde de Barcelona, e produzir um herdeiro, agora que Garcia, seu filho adotivo estava fora de questão. Por outro lado, isto pode ter sido uma reposta de Garcia ao casamento de Ramiro, o qual provou que o rei de Aragão estava procurando um herdeiro diferente do seu parente distante e filho adotivo.
Antes de setembro de 1135, Afonso VII deu Saragoça a Garcia como um feudo. Recentemente conquistada de Aragão, este posto avançado de autoridade castelhana no leste estava claramente além da capacidade militar de Afonso e proveu mais razões para o reconhecimento de Garcia em Navarra em troca não só de sua submissão, mas também da conservação de Saragoça no interesse de Castela. Todavia, em 1136, Afonso foi obrigado a ceder Saragoça a Ramiro e reconhecê-lo como rei de Saragoça. Em 1137, Saragoça foi rendida a Raimundo Berengário, embora Afonso mantivesse a suserania sobre ela. Mas então o breve reino de Garcia em Saragoça havia terminado.
Em 1136, Garcia foi obrigado a render La Rioja a Castela, mas, no ano seguinte, ele se aliou com Afonso I de Portugal e confrontou Afonso VII. Eles confirmaram um armistício entre 1139 e 1140. Depois disto, ele foi um aliado de Castela durante a Reconquista, e foi instrumental na conquista de Almeria, em 1147. Em 1146, ele ocupou Tauste, que pertencia a Aragão, e Afonso VII interveio para mediar a paz entre os dois reinos.
Garcia morreu quatro anos depois, em Lorca, perto de Estella, e seu corpo foi sepultado na Catedral de Santa Maria de Pamplona, sendo sucedido por seu filho Sancho VI.
Garcia deixou como monumento de seu reinado o mosteiro de Santa Maria de la Oliva, em Carcastillo, um fino exemplo da arquitetura românica.

## Matrimónios e descendência

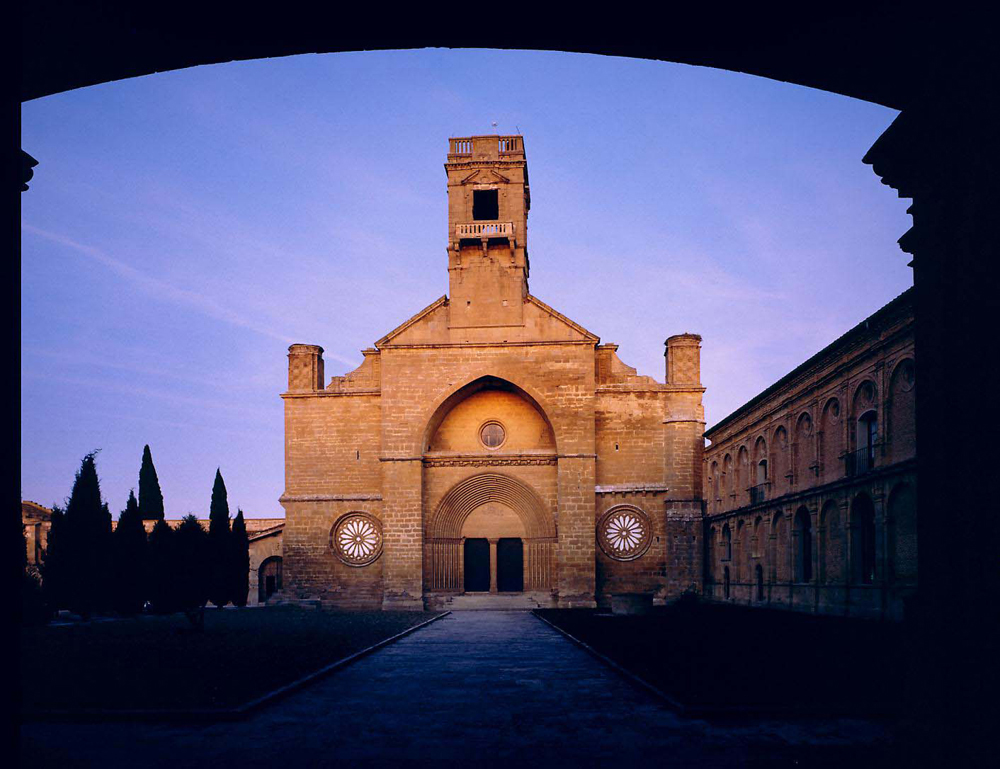
Mosteiro de Santa Maria de la Oliva fundado pelo rei Garcia Ramires de Pamplona

Casou por duas vezes, a primeira com Margarida de l'Aigle (1104 - 1141), filha de Gilberto de l'Aigle, conde do Perche e de Juliana do Perche, de quem teve:
1. Sancho VI de Navarra "O Sabio" (1132 - 27 de Junho de 1194), rei de Navarra, casado com Sancha de Castela.
2. Branca de Navarra (c. 1133 - ?), casou com Sancho III de Castela "O Desejado" (1134 - Toledo, 31 de Agosto de 1158).
3. Margarida de Navarra, casada com Guilherme I da Sicília, Rei da Sicília.

O relacionamento entre Garcia e sua primeira esposa foi turbulento. Ela tinha vários amantes e demonstrava favoritismo para com seus parentes franceses. Ela deu à luz outro filho, Rodrigo Garcês, Conde de Montescaglioso, o qual seu esposo se recusou a reconhecer como seu.
O segundo casamento em 24 de Junho de 1144, foi com Urraca Afonso, a Asturiana (1126 - 1189), filha de Afonso VII de Castela "O Imperador", rei de Castela e de Gontrodo Peres.
1. Sancha de Navarra (1150 - 1176), casada com Gastão V de Béarn, Visconde de Béarn (? - 1170). Casada em segundas núpcias com o conde Pedro Manrique de Lara, II senhor de Molina e Mesa, XIII Vizconde de Narbona.